# Velocipes guerichi
Velocipes guerichi es la única especie conocida del género extinto  Velocipes  (gr. “pie veloz”) de dinosaurio saurisquio terópodo, que vivió a finales del período Triásico, hace aproximadamente 210 millones de años, durante en Noriense en lo que es hoy Europa. Encontrado en Lissauer Breccia, en el sur de Polonia, fue descrita originalmente por von Huene en 1932, basándose en la sección proximal de un peroné. Fue considerado por Huene como un celurosauriano, basándose en el espécimen holotipo GPIM UH no.252, que consiste en la porción proximal de un peroné muy mal conservado que Georg Gürich descubrió en la Lissauer Breccia del sur de Polonia alrededor de 1884. El hueso fue descrito pero no nombrado en 1884. El hueso fue dañado durante la Segunda Guerra Mundial y se pensaba que había sido destruido hasta que fue redescubierto en 2012 por D. Mazurek. En 1956, von Huene colocó Velocipes en Halticosauridae, que desde entonces se ha vuelto monotípico para incluir solo a Halticosaurus. En 1984, Samuel Paul Welles consideró a Velocipes como sinónimo de Liliensternus.
Un artículo posterior, publicado en 2000 por Rauhut y Hungerbuhler, afirmó que el único espécimen conocido de este animal no estaba lo suficientemente bien preservado para ser identificado con seguridad como un peroné, y por tanto clasificó a este género como un "vertebrado indeterminado". En 2004, Ronald Tykoski y Timothy Rowe enumeraron Velocipes como un posible ceratosauriano o celofisoide. Weishampel et al. en 2004 también enumeró Velocipes como un posible ceratosauriano. No obstante, un resumen presentado para la Society of Vertebrate Paleontology en que se revisa a los supuestos restos de dinosauriformes del Triásico del sur de Polonia confirmó la clasificación original como terópodo para Velocipes realizada por von Huene.
La porción sobreviviente del peroné mide 16,4 centímetros de largo y después de comparar el hueso con otros terópodos relacionados, se cree que el peroné completo tenía aproximadamente 30 a 35 centímetros de largo. La superficie medial es ligeramente cóncava, lo que sugiere que Velocipes pudo haber sido un neoterópodo, y en el lado frontal de la superficie lateral del hueso hay un peine transparente de unos 52 milímetros de largo y unos 5 de alto. Se supone que, según el tamaño estimado del peroné, Velocipes puede haber alcanzado hasta 3 metros de largo y pesar alrededor de 50 kilogramos, aunque esto solo puede especularse debido a que solo se conoce un espécimen de Velocipes. Velocipes habría sido contemporáneo con el género de aetosáurido Kocurypelta , una especie indeterminada de pez pulmonado y al nacestro de las tortugas Proterochersis cf. porebensis.